# San Cristóbal Cucho
San Cristóbal Cucho («San Cristóbal» en honor a Cristóbal de Licia; «Cucho», del mam, «Congregación de gente al pie del cerro») es un municipio del departamento de San Marcos en la República de Guatemala.
La región fue descubierta por el capitán español Juan de Dios y Cardona en la década de 1520, aunque el poblado en sí fue fundado hasta el 11 de octubre de 1811. 
Después de la Independencia de Centroamérica en 1821, estaba en el departamento de Quetzaltenango/Soconusco, cuya cabecera era Quetzaltenango, y también estuvo en el circuito Del Barrio que pertenecía al Distrito N.°10 (Quezaltenango) para la impartición de justicia por medio del entonces novedoso sistema de juicios de jurados. A partir de 1838, San Cristóbal Cucho fue parte de la región que formó el efímero Estado de Los Altos, hasta que este fue recuperado por la fuerza por el general Rafael Carrera.
En 1935, el gobierno del general Jorge Ubico simplificó la administración territorial de la República y San Cristóbal Cucho fue anexado al municipio de San Pedro Sacatepéquez como aldea.  El municipio recuperó la categoría el 12 de julio de 1945, durante el gobierno del Dr. Juan José Arévalo Bermejo.
En 2012 fue uno de los municipios más afectados por el movimiento sísmico del 7 de noviembre.

## Toponimia
Muchos de los nombres de los municipios y poblados de Guatemala constan de dos partes: el nombre del santo católico que se venera el día en que fueron fundados y una descripción con raíz náhuatl; esto se debe a que las tropas que invadieron la región en la década de 1520 al mando de Pedro de Alvarado estaban compuestas por soldados españoles y por indígenas tlaxcaltecas y cholultecas.  Por esta razón, el nombre del poblado incluye «San Cristóbal» en honor al santo católico Cristóbal de Licia, mientras que el topónimo «Cucho» se deriva del término mam «cuchej» que significa «congregación de gente al pie del cerro».

## Demografía
Según el censo de 2018, en San Cristóbal Cucho hay una población de 17,987 habitantes para el año 2021.
El 37% de la población es urbana y el resto (63%) es población rural, el 97% de la población es ladina y el resto 3% es indígena.
| Enfermedad               | Porcentaje (%) |
| ------------------------ | -------------- |
| Parasitismo intestinal   | 28.52          |
| Desnutrición             | 11.13          |
| Resfriado común          | 9.38           |
| Enfermedades de la piel  | 6.12           |
| Enfermedades pépticas    | 6.02           |
| Diarrea                  | 4.84           |
| Neumonía                 | 3.63           |
| Amigdalitis              | 3.17           |
| Enfermedades articulares | 2.35           |
| Enfermedades urinarias   | 1.41           |
| Resto de causas          | 23.42          |

| Causa                              | Porcentaje (%) |
| ---------------------------------- | -------------- |
| Neumonía                           | 1.78           |
| Diarrea                            | 1.00           |
| Desnutrición                       | 0.83           |
| Accidente cerebral vascular        | 0.22           |
| Trauma cráneo encefálico           | 0.11           |
| Enfermedad general de sangre       | 0.11           |
| Intoxicación alcohólica            | 0.06           |
| Heridas por arma de fuego          | 0.06           |
| Hernias intestinales estranguladas | 0.06           |
| Cirrosis hepática                  | 0.06           |

## División política
Los lugares poblados y/o con habitantes permanentes en el municipio se agrupan en un pueblo, cinco aldeas, siete caseríos y cuatro cantones.
| Categoría | Nombre |
| --------- | --- |
| Pueblo    | San Cristóbal Cucho                                                                                         |
| Aldeas    | Barranca Grande el Calvario, Barranca Grande el Centro, Las Majadas, San Rafael Gautivil y Rancho del Padre |
| Caseríos  | Las Canoas, Guativil, Los Escobar, La Perla, Ixcananté, Las Flores, El Parnaso                              |
| Cantones  | La Esperanza, Río Santo, Los Aguilar y Barrel                                                               |

## Geografía física
El municipio cuenta con una extensión territorial de 56 kilómetros cuadrados y está a una altitud sobre el nivel del mar de 2730 metros.

### Topografía e hidrografía del municipio
La cabecera municipal está sentada en una planicie rodeada de montañas destacando por su importancia el astillero municipal. Los suelos del municipio se destacan por ser franco arenoso y franco arcilloso, en los cuales se cultivan productos que permiten la subsistencia de sus pobladores. El municipio de San Cristóbal Cucho cuenta con una zona de vida denominada bosque muy húmedo montano bajo subtropical y otra que es bosque muy húmedo montano subtropical.

### Clima
Por su localización, es demasiado susceptible a las heladas de los meses de noviembre a febrero. Cuenta con dos estaciones las cuales son: verano del mes de octubre al mes de marzo y el invierno durante los meses de abril a septiembre con un 60% de humedad relativa. La cabecera municipal de San Cristóbal Cucho tiene clima templado (Köppen:Cwb).
| Parámetros climáticos promedio de San Cristóbal Cucho | Parámetros climáticos promedio de San Cristóbal Cucho | Parámetros climáticos promedio de San Cristóbal Cucho | Parámetros climáticos promedio de San Cristóbal Cucho | Parámetros climáticos promedio de San Cristóbal Cucho | Parámetros climáticos promedio de San Cristóbal Cucho | Parámetros climáticos promedio de San Cristóbal Cucho | Parámetros climáticos promedio de San Cristóbal Cucho | Parámetros climáticos promedio de San Cristóbal Cucho | Parámetros climáticos promedio de San Cristóbal Cucho | Parámetros climáticos promedio de San Cristóbal Cucho | Parámetros climáticos promedio de San Cristóbal Cucho | Parámetros climáticos promedio de San Cristóbal Cucho | Parámetros climáticos promedio de San Cristóbal Cucho |
| Mes                                                   | Ene.                                                  | Feb.                                                  | Mar.                                                  | Abr.                                                  | May.                                                  | Jun.                                                  | Jul.                                                  | Ago.                                                  | Sep.                                                  | Oct.                                                  | Nov.                                                  | Dic.                                                  | Anual                                                 |
| ----------------------------------------------------- | ----------------------------------------------------- | ----------------------------------------------------- | ----------------------------------------------------- | ----------------------------------------------------- | ----------------------------------------------------- | ----------------------------------------------------- | ----------------------------------------------------- | ----------------------------------------------------- | ----------------------------------------------------- | ----------------------------------------------------- | ----------------------------------------------------- | ----------------------------------------------------- | ----------------------------------------------------- |
| Temp. máx. media (°C)                                 | 16.9                                                  | 17.4                                                  | 18.9                                                  | 20.0                                                  | 20.2                                                  | 19.4                                                  | 19.3                                                  | 19.7                                                  | 19.2                                                  | 18.5                                                  | 18.0                                                  | 17.3                                                  | 18.7                                                  |
| Temp. media (°C)                                      | 9.4                                                   | 9.8                                                   | 11.3                                                  | 13.0                                                  | 14.5                                                  | 14.5                                                  | 14.3                                                  | 14.1                                                  | 14.2                                                  | 13.4                                                  | 11.7                                                  | 10.5                                                  | 12.6                                                  |
| Temp. mín. media (°C)                                 | 2.0                                                   | 2.3                                                   | 3.7                                                   | 6.1                                                   | 8.8                                                   | 9.6                                                   | 9.3                                                   | 8.5                                                   | 9.3                                                   | 8.3                                                   | 5.4                                                   | 3.8                                                   | 6.4                                                   |
| Precipitación total (mm)                              | 6                                                     | 6                                                     | 27                                                    | 68                                                    | 242                                                   | 359                                                   | 271                                                   | 298                                                   | 345                                                   | 236                                                   | 23                                                    | 14                                                    | 1895                                                  |
| Fuente: Climate-Data.org                              |                                                       |                                                       |                                                       |                                                       |                                                       |                                                       |                                                       |                                                       |                                                       |                                                       |                                                       |                                                       |                                                       |

### Ubicación geográfica
El municipio de San Cristóbal Cucho es cruzado por la ruta nacional 12-Sur y dista 28 kilómetros de la cabecera departamental, San Marcos.  También existen otras rutas: la carretera nacional 12 S MAR y la carretera nacional vía aldeas Rancho del Padre de este municipio, Cantel y Móvil de San Pedro Sacatepéquez (11 km) CR SMA 53 a la que se le brinda su mantenimiento total por parte de la municipalidad de localidad.
Colinda con casi exclusivamente con municipios del departamento de San Marcos, exceptuando al Este:
- Norte: San Pedro Sacatepéquez
- Sur: El Quetzal y La Reforma
- Este: San Juan Ostuncalco, municipio del departamento de Quetzaltenango.
- Oeste: San Marcos, municipio y cabecera del departamento de San Marcos.

|                   | Norte: San Pedro Sacatepéquez |                           |
| Oeste: San Marcos |                               | Este: San Juan Ostuncalco |
|                   | Sur: El Quetzal La Reforma    |                           |

## Gobierno municipal
Los municipios se encuentran regulados en diversas leyes de la República, que establecen su forma de organización, lo relativo a la conformación de sus órganos administrativos y los tributos destinados para los mismos.  Aunque se trata de entidades autónomas, se encuentran sujetos a la legislación nacional y las principales leyes que los rigen desde 1985 son:
| N.º | Ley                                                | Descripción |
| --- | -------------------------------------------------- | --- |
| 1   | Constitución Política de la República de Guatemala | Tiene una regulación legal específica para los municipios en los artículos 253 al 262. |
| 2   | Ley Electoral y de Partidos Políticos              | Ley de carácter constitucional aplicable a los municipios en el tema de la conformación de sus autoridades electas. |
| 3   | Código Municipal                                   | Decreto 12-2002 del Congreso de la República de Guatemala. Tiene la categoría de ley ordinaria y contiene preceptos generales aplicables a todos los municipios, e inclusive contiene legislación referente a la creación de los municipios.             |
| 4   | Ley de Servicio Municipal                          | Decreto 1-87 del Congreso de la República de Guatemala. Regula las relaciones entra la municipalidad y los servidores públicos en materia laboral. Tiene su base constitucional en el artículo 262 de la constitución que ordena la emisión de la misma. |
| 5   | Ley General de Descentralización                   | Decreto 14-2002 del Congreso de la República de Guatemala. Regula el deber constitucional del Estado, y por ende del municipio, de promover y aplicar la descentralización y desconcentración económica y administrativa.                                |

El gobierno de los municipios está a cargo de un Concejo Municipal mientras que el código municipal —ley ordinaria que contiene disposiciones que se aplican a todos los municipios— establece que «el concejo municipal es el órgano colegiado superior de deliberación y de decisión de los asuntos municipales […] y tiene su sede en la circunscripción de la cabecera municipal»; el artículo 33 del mencionado código establece que «[le] corresponde con exclusividad al concejo municipal el ejercicio del gobierno del municipio».
El concejo municipal se integra con el alcalde, los síndicos y concejales, electos directamente por sufragio universal y secreto para un período de cuatro años, pudiendo ser reelectos.
Existen también las Alcaldías Auxiliares, los Comités Comunitarios de Desarrollo (COCODE), el Comité Municipal del Desarrollo (COMUDE), las asociaciones culturales y las comisiones de trabajo. Los alcaldes auxiliares son elegidos por las comunidades de acuerdo a sus principios y tradiciones, y se reúnen con el alcalde municipal el primer domingo de cada mes, mientras que los Comités Comunitarios de Desarrollo y el Comité Municipal de Desarrollo organizan y facilitan la participación de las comunidades priorizando necesidades y problemas.

## Historia
El área que ocupa este municipio fue descubierta por los conquistadores españoles al mando de Juan de Dios y Cardona quien ostentaba el cargo de capitán al servicio del Real Ejército Español en la década de 1520. Los primeros pobladores fueron descendientes de la etnia Mam, juntamente con comunidades de mestizos, fundaron el poblado el 11 de octubre de 1811.

### Tras la Independencia de Centroamérica
La constitución del Estado de Guatemala promulgada el 11 de octubre de 1825 creó los distritos y sus circuitos correspondientes para la administración de justicia según el Código de Lívingston traducido al español por José Francisco Barrundia y Cepeda; San Cristóbal Cucho estuvo en el circuito Del Barrio que pertenecía al Distrito N.°10 (Quezaltenango), junto con San Marcos, Tejutla, San Pedro, San Antonio, Maclén, Izlamá, Coatepeque, San Lorenzo, San Pablo, Tajumulco, Santa Lucía Malacatán, San Miguel Ixtahuacán, Sipacapa y Comitancillo.

### El efímero Estado de Los Altos

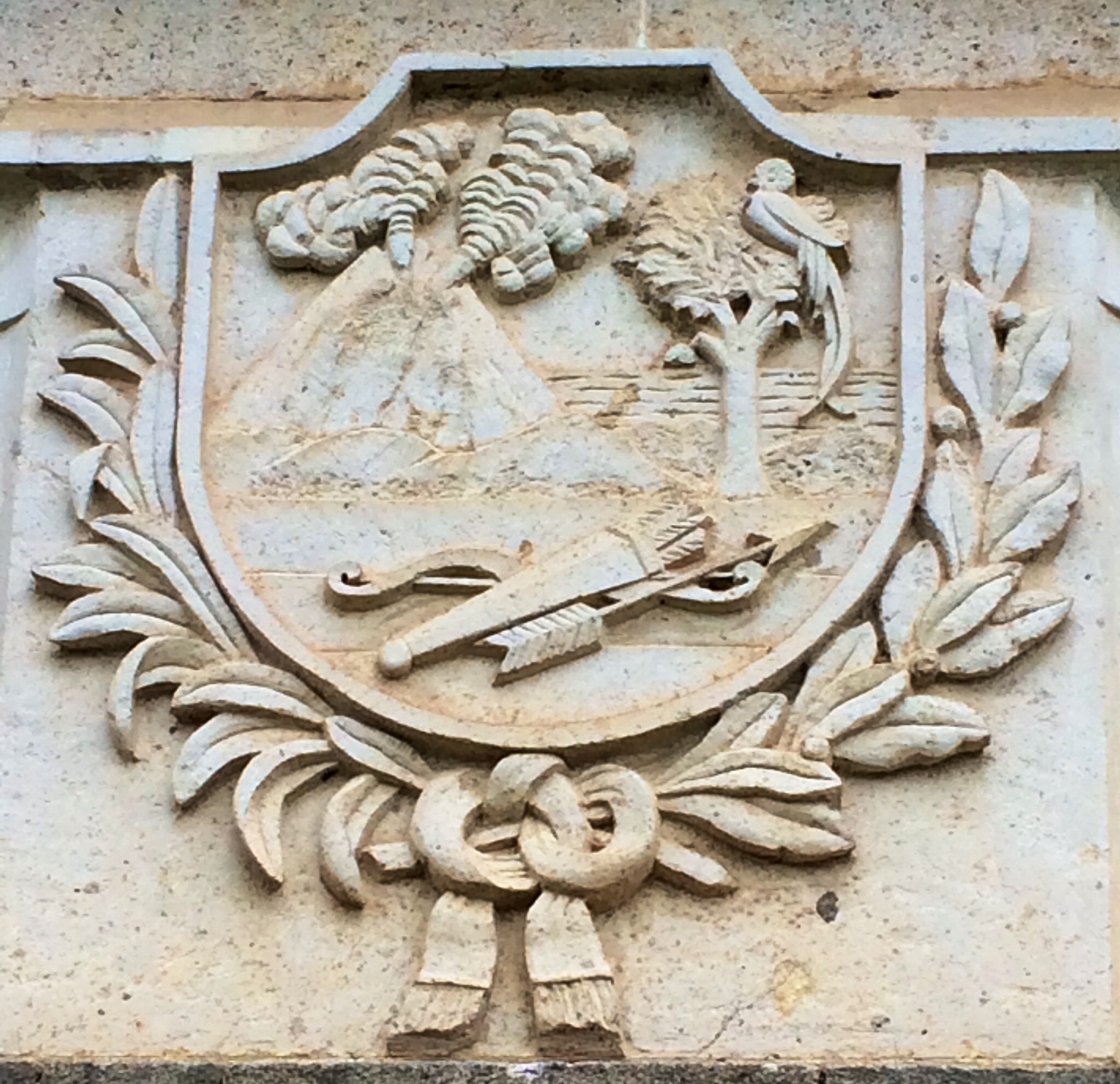
Escudo del Estado de Los Altos.

A partir del 3 de abril de 1838, San Cristóbal Cucho fue parte de la región que formó el efímero Estado de Los Altos y que forzó a que el Estado de Guatemala se reorganizara en siete departamentos y dos distritos independientes el 12 de septiembre de 1839: 
- Departamentos: Chimaltenango, Chiquimula, Escuintla, Guatemala, Mita, Sacatepéquez, y Verapaz
- Distritos: Izabal y Petén[3]

La región occidental de la actual Guatemala había mostrado intenciones de obtener mayor autonomía con respecto a las autoridades de la ciudad de Guatemala desde la época colonial, pues los criollos de la localidad consideraban que los criollos capitalinos que tenían el monopolio comercial con España no les daban un trato justo.  Pero este intento de secesión fue aplastado por el general Rafael Carrera, quien reintegró al Estado de Los Altos al Estado de Guatemala en 1840 y luego venció contundentemente al presidente de la República Federal de Centro América, el general liberal hondureño Francisco Morazán en la Ciudad de Guatemala unos cuantos meses después.

### Restructuración territorial del gobierno de Jorge Ubico
A partir de 1935, el gobierno del general Ubico restructuró la división política de la República en un afán de simplificar la administración del mismo; para este efecto suprimió varios departamentos y municipios, los cuales fueron integrados a sus vecinos. De esta forma, San Cristóbal Cucho fue anexado al municipio de San Pedro Sacatepéquez, también del departamento de San Marcos, recobrando nuevamente su categoría de municipio el 12 de julio de 1945, ya durante el gobierno del Dr. Juan José Arévalo Bermejo.

### Terremoto de San Marcos de 2012
San Marcos se vio afectado por el terremoto del 8 de noviembre de 2012.
En el departamento de San Marcos se registraron 30 muertos, así como edificios colapsados o con daños severos.
Un día después del sismo, se cuantificaron un total de 2966 evacuados, 5251 damnificados y 1,3 millón de afectados. Siete días después del terremoto, estas cifras incrementaron a 25941 evacuados y 26010 damnificados; inclusive se reportó de una familia de diez miembros que murió soterrada en San Cristóbal Cucho
Los daños materiales fueron considerables en los departamentos afectados. Miles de viviendas sufrieron daños severos o fueron destruidas, carreteras fueron bloqueadas por deslizamientos y se produjeron cortes de electricidad y de comunicación. Según información preliminar de la Coordinadora Nacional para la Reducción de Desastres (CONRED), 12376 viviendas fueron afectadas, de las cuales 2637 fueron declaradas inhabitables.

## Economía
Las actividades económicas que se practican son las siguientes:
agricultura, ganadería, comercio, artesanía, industria, profesionales, actividades domésticas.

### Cultivos propios del Municipio
Los cultivos propios son: café (considerado de los mejores), maíz, arroz, fríjol, tabaco, cardamomo, manía, banano, plátano, sandía, pepino, ajonjolí, entre otros. 

## Recursos y servicios
El municipio cuenta con los siguientes recursos y servicios:
| Servicios | Recursos                                                                                      | Recursos                                               | Recursos |
| Servicios | Humanos                                                                                       | Materiales                                             | Institucionales |
| --- | --------------------------------------------------------------------------------------------- | ------------------------------------------------------ | --- |
| - Agua entubada - Energía eléctrica - Municipalidad - Salones municipales y comunales - Centros y puestos de Salud - Subestación de la PNC - Juzgado de paz - Campo de foot-ball - Cancha de básquet-ball - Iglesias - Molinos - Letrinas - Drenajes | - Líderes municipales. - Líderes comunales - Facilitadores - Comadronas - Promotores de Salud | - Piedrin - Piedra - Arenas - Fuentes de Agua - Madera | - Centro de salud - Cuerpo de paz - Juzgado de paz - Caritas - Conalfa - PAF Maya - Registro de ciudadanos - CAPS Universidad RL - FIS - Subestación PNC. - Correos - Escuelas - Fonapaz - CooP. Mov. - Campesino ACREDICOM - CARE - Instituto por cooperativa - Infom |

## Actividades productivas

### Tenencia de la tierra
El 80% de las tierras pertenecen a agricultores o personas individuales, mientras que un 20% es de propiedad comunal.

### Principales cultivos
Las tierras cultivables se pueden explotar con diversidad de cultivo hortícola. La papa es un cultivo popular por lo que puede pensarse en una industria de harina de papa; por su parte, el recurso humano puede capacitarse, organizarse, planificar y tecnificar sus cultivos.
El rendimiento de los principales cultivos es el siguiente:
- Maíz del cual se obtiene 2 quintales por cuerda
- Papa del cual se obtiene 10 quintales por cuerda
- Trigo del cual se obtiene 2 quintales por cuerda[24]

### Técnicas de producción
Los agricultores en su totalidad aun utilizan las técnicas tradicionales de laboreo de sus terrenos, esto principalmente por las siguientes limitaciones: pendientes de sus terrenos, recursos económicos y poca extensión de tierra a cultivos.

### Ingreso
El ingreso mensual promedio varia según el área siendo estos los siguientes: 
- Área Urbana: 1500 quetzales
- Área Rural: 1100 quetzales[24]

### Composición de la fuerza de trabajo
En el municipio la fuerza de trabajo está compuesta por: el padre de familia e hijos mayores que son los encargados de cultivar la tierra que poseen; esto para sostenimiento del núcleo familiar.
Las mujeres juegan un papel doble, puesto que son encargadas de los oficios de la casa y además proporcionan gran parte de su tiempo en realizar otros tipos de trabajo.